# Адамс, Роберт (скульптор)
Роберт Адамс (англ. Robert Adams , * 5 октября 1917 г. Нортгемптон, Великобритания; † 5 апреля 1984 г. Грейт-Мепплстед, Эссекс) — британский скульптор, график и художник. Один из крупнейших представителей британского Авангарда в скульптуре после Второй мировой войны. 

## Жизнь и творчество
Роберт Адамс получил высшее образование в 1937-1946 годы в Нортгемптонской художественной школе (Northampton School of Art), обучаясь там на вечернем отделении. На учёбу и проживание он зарабатывал на различных работах. В 1947 году в лондонской галерее Gimpel Fils проходит первая персональная выставка Адамса. В этой галерее скульптор начинает в 1950 -е годы постоянно проводить экспозиции. Наряду с такими фигурами, как Энтони Хилл, Адриан Хет,Кеннет и Мери Мартин, Роджер Хилтон, Уильям Скотт, Терри Фрост и Виктор Пасмор, Роберт Адамс входит в число известнейших представителей абстрактного искусства в послевоенное время. Адамс завоёвывает международное признание своими абстрактными работами из дерева, латуни и камня. В период с 1949 и по 1961 год он читает лекции по промышленному дизайну и скульптуре в лондонской Центральной школе искусств и дизайна (Central School of Art and Design). В 1950 -е и в 1960 -е годы проходит ряд выставок его произведений в таких известных художественных галереях мира, как галерея Жанны Буше (Galerie Jeanne Boucher) в Париже (1949), колледже Дуглас (Douglas College), Нью-Джерси (1955), галерее Берта Шефер (Bertha Schaefer Gallery), Нью-Йорк (1963).
Первая крупная ретроспектива его работ состоялась в 1963 году в Гулле, в Ferens Art Gallery, и затем - в галерее Хаттона (Hatton Gallery) в Ньюкасле.  Принимал участие в многочисленных международных выставках: 
„Первой международной выставке скульптуры“ в музее Родена в Париже в 1955 году; в экспозиции „есять молодых британских скульпторов (Ten Young British Sculptors)“ – на биеннале в Сан-Паулу, Бразилия, в 1955 году; на венецианском биеннале в 1962 году; в выставке современного искусства documenta III в Касселе в Германии и уже после смерти скульптора, в 1997 году его работы были представлены на выставке Documenta X. Наиболее полная ретроспектива скульптур Роберта Адамса прошла в 2003 году в галерее Gimpel Fils в Лондоне. 